# Tolidopalpus
Tolidopalpus is een geslacht van kevers uit de familie spartelkevers (Mordellidae).
Het geslacht is voor het eerst wetenschappelijk beschreven in 1952 door Ermisch. De typersoort van het geslacht is Tolidopalpus castaneicolor.

## Soorten
Het geslacht omvat de volgende soorten:
- Tolidopalpus bimaculatus Shiyake, 1997
- Tolidopalpus castaneicolor Ermisch, 1952
- Tolidopalpus galloisi (Kôno, 1932)
- Tolidopalpus kalimantanensis Shiyake, 1995
- Tolidopalpus nitidicoma (Lea, 1929)[3][4]
- Tolidopalpus sakaii Shiyake, 1997